# Museo Arqueológico de Andelo
El Museo Arqueológico de Andelo es un museo ubicado en la antigua ciudad romana de Andelo (Mendigorría, Navarra). En él se exhiben algunos de los objetos hallados en la ciudad y sirve como punto de partida para la visita de los restos arqueológicos.

## Historia
Entre 1980 y 2000 fue excavado el yacimiento romano de Andelo bajo la dirección de María Ángeles Mezquíriz, y en dentro de su plan de yacimientos visitables, la Dirección General de Cultura-Institución Príncipe de Viana, del Gobierno de Navarra, decidió su creación como respuesta a la necesidad de un espacio de exposición, conservación e investigación. Su estructura sigue las directrices propuestas por el Plan Director del yacimiento, redactado en 1997, y fue inaugurado en 2003.

## Sede
El edificio fue construido entre 1999 y 2000, según el proyecto del arquitecto José Luis Franchez Apezetxea. Se levanta en una zona exenta de restos arqueológicos, próximo a la ermita de Nuestra Señora de Andión. Desarrollado en una única planta baja, sus fachadas exteriores son de ladrillo y presenta cubierta plana invertida. Además de una galería central, en el ala sur se encuentran los servicios museográficos y las salas de exposición permanente y de audiovisuales, mientras que en el ala norte se ubican un taller, aula arqueológica y almacén.

## Colecciones

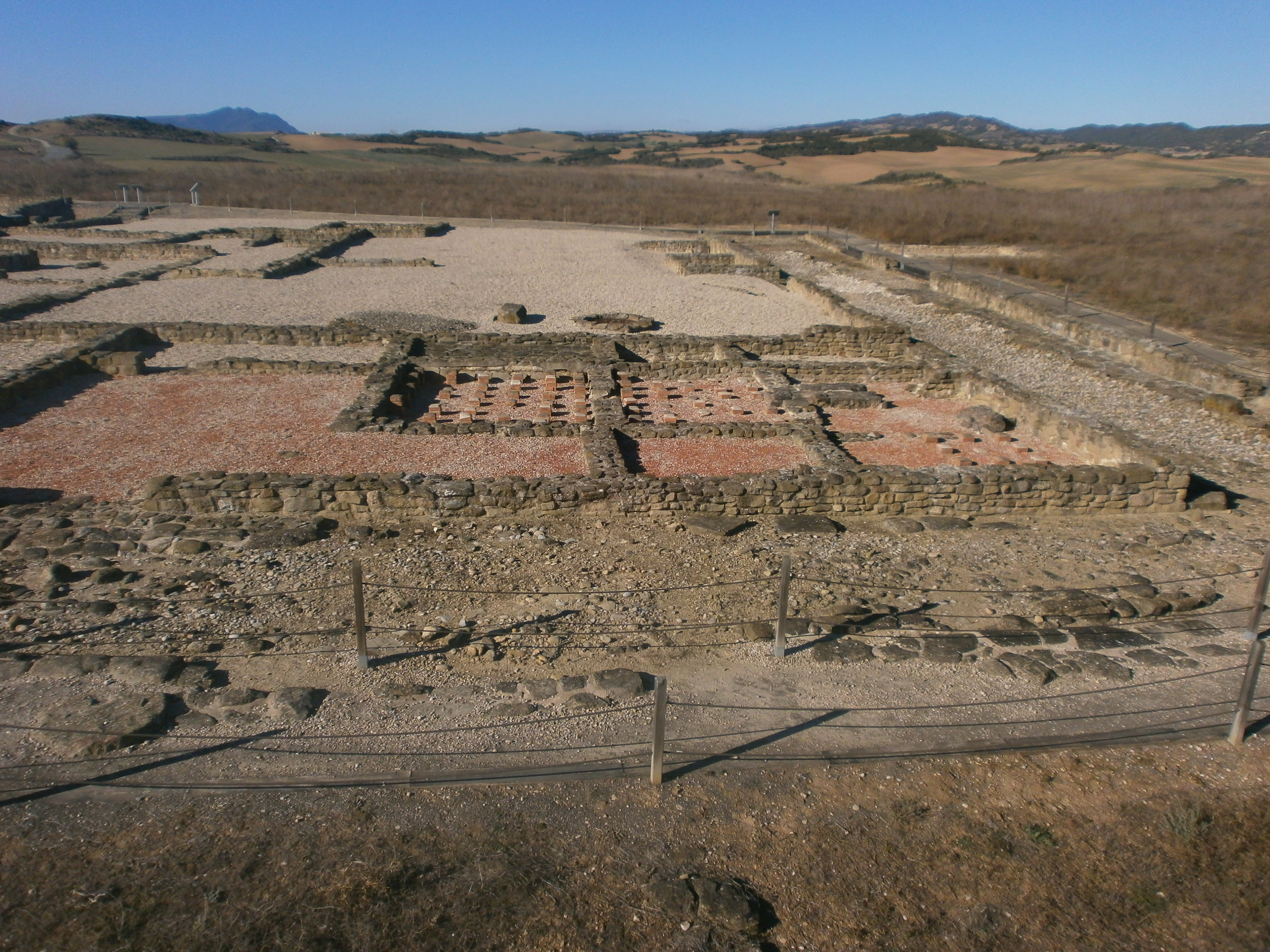
Ruinas de Andelo

Como principal elemento, el museo cuenta con una gran vitrina en la sala de exposición permanente en la que se ofrecen piezas originales y reproducciones de los materiales recuperados en la excavaciones arqueológicas del yacimiento. Entre los objetos expuestos se encuentran aquellos de uso cotidiano, así como otros que ayudan a comprender otros aspectos de la cultura romana, como las creencias o las instituciones. Cuenta también con una maqueta reproduce la topografía de la ciudad y su entorno.